# Tånnö socken
Tånnö socken i Småland ingick i Östbo härad i Finnveden, ingår sedan 1971 i Värnamo kommun i Jönköpings län och motsvarar från 2016 Tånnö distrikt.
Socknens areal är 46,70 kvadratkilometer, varav land 28,37. År 2000 fanns här 392 invånare. Kyrkbyn Tånnö med sockenkyrkan Tånnö kyrka ligger i socknen. 

## Administrativ historik
Tånnö socken har medeltida ursprung.
Vid kommunreformen 1862 övergick socknens ansvar för de kyrkliga frågorna till Tånnö församling och för de borgerliga frågorna till Tånnö landskommun. Landskommunen inkorporerades 1952 i Bors landskommun som 1971 uppgick i Värnamo kommun.
1 januari 2016 inrättades distriktet Tånnö, med samma omfattning som församlingen hade 1999/2000.  
Socknen har tillhört samma fögderier och domsagor som Östbo härad. De indelta soldaterna tillhörde Jönköpings regemente, Östbo kompani.

## Geografi
Tånnö socken ligger mellan sjöarna Vidöstern och Flåren. Den västra delen utgörs av ett öppet jordbrukslandskap, sluttande mot Vidöstern, medan den östra delen mot Flåren domineras av skogsmark. Tånnö ö och delar av Färjansö i Vidöstern tillhör Tånnö. Sockenkärnan ligger centralt i bygden, intill Vidöstern.
I Tånnö finns ingen tätortsstruktur utöver sockenkärnan. Näringslivet domineras av jord- och skogsbruk och mindre verkstäder.

## Fornlämningar
Några boplatser från stenåldern och två järnåldersgravfält finns här. En runristning är känd från vägen vid kyrkan.

## Namnet
Namnet (1236 Tandu), taget från kyrkbyn, är troligen det gamla namnet på Akrabäcken och betyder den blänkande.

### Fotnoter
1. 1 2 3  Svensk Uppslagsbok andra upplagan 1947–1955: Tånnö socken
2. 1 2  Harlén, Hans; Harlén Eivy (2003). Sverige från A till Ö: geografisk-historisk uppslagsbok. Stockholm: Kommentus. Libris 9337075. ISBN 91-7345-139-8
3. ↑  Administrativ historik för Tånnö socken (Klicka på församlingsposten). Källa: Nationella arkivdatabasen, Riksarkivet.
4. ↑  Indelta soldater, torp och rotar i Jönköpings län Arkiverad 24 januari 2012 hämtat från the Wayback Machine. Jönköpingsbygdens Genealogiska Förening
5. 1 2  Sjögren, Otto (1931). Sverige geografisk beskrivning del 2 Östergötlands, Jönköpings, Kronobergs, Kalmar och Gotlands län. Stockholm: Wahlström & Widstrand. Libris 9939
6. 1 2 3  Nationalencyklopedin
7. ↑  Fornlämningar, Statens historiska museum: Tånnö socken
8. ↑  Fornminnesregistret, Riksantikvarieämbetet: Tånnö socken Fornminnen i socknen erhålls på kartan genom att skriva in sockennamn (utan "socken") i "Ange geografiskt område"